# Megaselia kurahashii
Megaselia kurahashii är en tvåvingeart som beskrevs av Ronald Henry Lambert Disney 1985. Megaselia kurahashii ingår i släktet Megaselia och familjen puckelflugor. Inga underarter finns listade i Catalogue of Life.